# Olympique Gymnaste Club de Niza II
El Olympique Gymnaste Club de Niza II es un equipo de fútbol de Francia que juega en el Championnat National 3, la quinta liga de fútbol más importante del país.

## Historia
Fue fundado en la ciudad de Niza y funciona como el principal equipo reserva del OGC Nice, por lo que no es elegible para jugar en la Ligue 1, ya que su función es darle trabajo a sus jugadores de fuerzas básicas para que estén listos para jugar en el primer equipo y volverse profesionales.
El equipo está compuesto principalmente por jugadores menores de 23 años y algunos jugadores que superan la edad para ayudar a sus prospectos.

## Palmarés
- Championnat de France 18 ans: 2

2004, 2012